# Europacupen i innebandy
Europacupen är en innebandyturnering där mästarlagen från Europas olika nationella mästerskap deltar. Dessutom har de regerande mästarna en friplats i turneringen.
2011 ersattes turneringen av Champions Cup.

## Segrare herrar
| År        | Klubb                         | Spelplats slutspelet                 |
| --------- | ----------------------------- | ------------------------------------ |
| 2010      | Storvreta IBK, Sverige        | Valmiera, Lettland                   |
| 2008/2009 | AIK, Sverige                  | Winterthur, Schweiz                  |
| 2007/2008 | AIK, Sverige                  | Vanda, Finland                       |
| 2006/2007 | AIK, Sverige                  | Varberg, Sverige                     |
| 2005/2006 | Warbergs IC 85, Sverige       | Ostrava, Tjeckien                    |
| 2004/2005 | SV Wiler Ersigen, Schweiz     | Zürich & Adliswil, Schweiz           |
| 2003/2004 | Pixbo Wallenstam IBK, Sverige | Weissenfalls & Hohenmölsen, Tyskland |
| 2002/2003 | Haninge IBK, Sverige          | Prag, Tjeckien                       |
| 2001/2002 | Haninge IBK, Sverige          | Solna & Botkyrka, Sverige            |
| 2000/2001 | Helsingfors IFK, Finland      | Göteborg, Sverige                    |
| 1999      | Warbergs IC 85, Sverige       | Bern, Sarnen & Zuchwil, Schweiz      |
| 1998      | Warbergs IC 85, Sverige       | Helsingfors, Finland                 |
| 1997      | Fornudden IB, Sverige         | Stockholm, Sverige                   |
| 1996      | Balrog IK, Sverige            | Stockholm, Sverige                   |
| 1995      | Kista IBK, Sverige            | Karlstad, Sverige                    |
| 1994      | Balrog IK, Sverige            | Chur, Schweiz                        |
| 1993      | Balrog IK, Sverige            | Stockholm, Sverige                   |

## Segrare damer
| År        | Klubb                        | Spelplats slutspelet                            |
| --------- | ---------------------------- | ----------------------------------------------- |
| 2010      | Iksu Innebandy, Sverige      | Valmiera, Lettland                              |
| 2008/2009 | Iksu Innebandy, Sverige      | Winterthur, Schweiz                             |
| 2007/2008 | UHC Dietlikon, Schweiz       | Vanda, Finland                                  |
| 2006/2007 | UHC Dietlikon, Schweiz       | Varberg, Sverige                                |
| 2005/2006 | Iksu Innebandy, Sverige      | Ostrava, Tjeckien                               |
| 2004/2005 | Red Ants Rychenberg, Schweiz | Zürich & Adliswil, Schweiz                      |
| 2003/2004 | SC Classic, Finland          | Weissenfalls, Merseburg & Hohenmölsen, Tyskland |
| 2002/2003 | Balrog IK, Sverige           | Prag & Liberec, Tjeckien                        |
| 2001/2002 | Balrog IK, Sverige           | Solna & Botkyrka, Sverige                       |
| 2000/2001 | Balrog IK, Sverige           | Göteborg, Sverige                               |
| 1999      | Tapanilan Erä, Finland       | Bern & Winterthur, Schweiz                      |
| 1998      | Högdalens AIS, Sverige       | Helsingfors & Vanda, Finland                    |
| 1997      | Högdalens AIS, Sverige       | Stockholm, Sverige                              |
| 1996      | Högdalens AIS, Sverige       | Stockholm, Sverige                              |
| 1995      | Sjöstad IF, Sverige          | Karlstad, Sverige                               |
| 1994      | Sjöstad IF, Sverige          | Chur, Schweiz                                   |
| 1993      | VK Rasket, Sverige           | Helsingfors, Finland                            |